# Christuskirche (Essen)

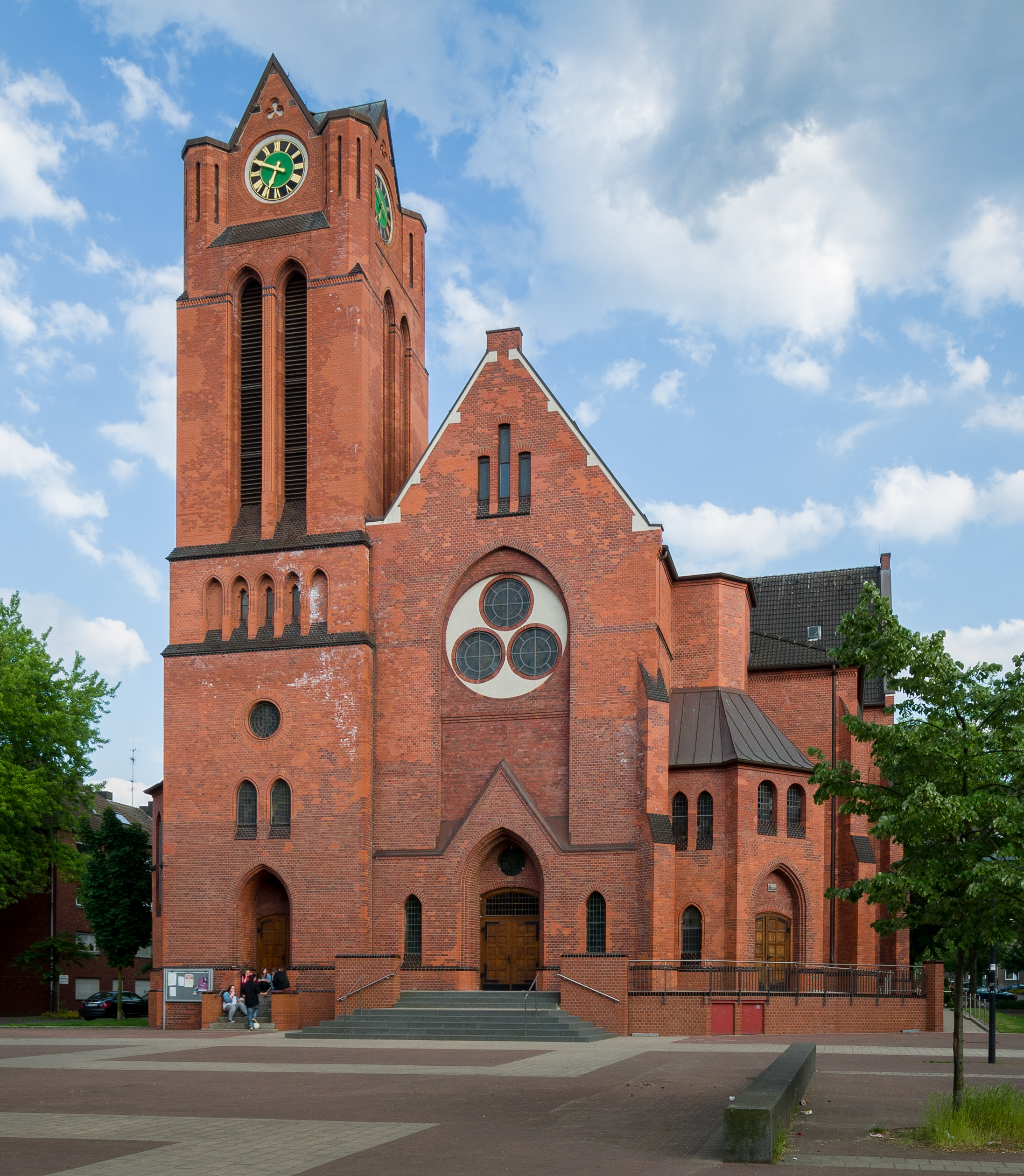
Christuskirche in Essen-Altendorf (Juni 2013)

Die Christuskirche in Essen gehört zur Evangelischen Lutherkirchengemeinde Essen-Altendorf im Kirchenkreis Essen der Evangelischen Kirche im Rheinland und steht im Essener Stadtteil Altendorf im Westen der Stadt an der Kopernikusstraße.

## Geschichte
Der mächtige Aufschwung von Stahlindustrie und Steinkohlenbergbau im Essener Westen gegen Ende des 19. Jahrhunderts, verbunden mit dem  Zuzug vieler eingewanderter Arbeiter, machte die Gründung einer eigenen Gemeinde und die Errichtung einer zweiten Kirche in Altendorf erforderlich. Bis dahin stand nur die 20 Jahre zuvor errichtete Lutherkirche zur Verfügung. Die Friedrich Krupp AG schenkte auch hier das Grundstück sowie zusätzlich 100.000 Mark. Die Grundsteinlegung fand am 3. November 1901 statt. Der mit Verblendziegeln ausgeführte Ziegelbau mit 1150 Sitzplätzen wurde nach einem Entwurf des Essener Architekten Carl Nordmann errichtet.
Im Sommer 1903 wurde die Christuskirche fertiggestellt. Wie nötig ein weiteres Gotteshaus für Altendorf war, belegt die Tatsache, dass im Zeitraum vom Baubeginn bis zur Vollendung der Christuskirche die Gemeinde um 10.000 Seelen wuchs. Über die Kosten für den neuen Kirchbau ist in einer Chronik zu lesen: „...mit einem Kostenaufwand von 182.000 Mark (einschließlich Einrichtung). Das war dadurch möglich gemacht, dass Herr Geheimrat Krupp zu den Kosten die Summe von 100.000 Mark zur Verfügung gestellt hatte.“
Die Altendorfer Christuskirche wurde am 26. Juli 1903 feierlich eingeweiht. Zugleich mit der Kirche wurde die Walker-Orgel gebaut. Sie erhielt auf der Empore ihren Platz.
Im Zweiten Weltkrieg, bei einem Bombenangriff im Januar 1943, wurde die gesamte Dachkonstruktion der Christuskirche zerstört, Fenster und Orgel erheblich beschädigt. Bei einem zweiten, heftigen Bombenangriff am 26. Juli 1943, dem fast das ganze Umfeld der Kirche zum Opfer fiel, wurde das Kirchengebäude endgültig zerstört, auf den Tag genau 40 Jahre nach ihrer Einweihung.
Mit großem Einsatz vieler Helfer aus der Gemeinde und vieler Spender konnte im Jahr 1952 mit dem Wiederaufbau der Christuskirche begonnen werden. Trotz erheblicher Zerstörung waren etwa 30 Prozent des Kirchbaus erhalten geblieben, deshalb lag der Plan der alten Kirche dem Wiederaufbau zugrunde. Dabei wurde der Innenraum verändert. Die langen Seitenemporen fielen weg. Stattdessen nimmt eine Orgelempore die ganze Breite über dem Eingangsbereich ein. „Das einzige, was an die Zerstörung erinnert, ist der fehlende Turmhelm. Aber das mag ein Mahnzeichen bleiben,“ schrieb der damalige Gemeindepfarrer Fritz Bachmann an den Präses der Rheinischen Kirche. Präses D. Held nahm am 26. Juli 1953 (genau zehn Jahre nach der Zerstörung) unter großer Beteiligung der Gemeinde die feierliche Einweihung der wieder aufgebauten Christuskirche vor.
Zu Beginn des Jahres 1956 konnte auf der Empore mit dem Aufbau der neuen Schuke-Orgel begonnen werden. Diese wurde im April 1956 eingeweiht.
Im Jahre 2001 wurde damit begonnen, die Außenfassade der Christuskirche zu sanieren. Viele der durch Umwelteinflüsse angegriffenen Klinker müssen ersetzt und neu verfugt werden. Im Sommer 2005 waren die Arbeiten am Turm und am Nordgiebel abgeschlossen.

## Ausstattung

### Drei Glocken
Drei Glocken im Kirchturm laden zu den Gottesdiensten ein. Auf jeder Glocke ist der Teil eines Bibelwortes zu lesen: Die größte Glocke trägt die Aufschrift „Unser Glaube“, auf der mittleren Glocke ist zu lesen: „ist der Sieg“ und auf der kleinsten Glocke (Vaterunser-Glocke) heißt es „der die Welt überwunden hat.“ (1. Joh. 5,4).

### Das Kreuz
Das Kreuz im Altarraum der Christuskirche wurde von dem Westerwälder Töpfermeister Wim Mühlendyck entworfen und gestaltet. Dieses Kreuz unterscheidet sich von anderen Kreuzen schon durch das Material, aus dem es gemacht ist, nämlich aus schlichter Keramik. Auch die Gestalt des Christus ist eher außergewöhnlich. Dargestellt ist nicht nur der gekreuzigte, sondern auch der auferstandene Christus, der Erhöhte, der Gegenwärtige und einladende Sohn Gottes. Wir sehen Christus im Ehrenkleid, das mit sieben Sonnen geschmückt ist. Gott lässt durch seine Boten, die Engel zur Rechten und zur Linken, seinem Sohn die Königskrone aufsetzen. Der Gekreuzigte ist von Gott zum König der Könige erhoben worden.
Die ausgebreiteten Arme und durchbohrten Hände strecken sich den Kirchenbesuchern, allen Mühseligen und Beladenen einladend entgegen. Am Fuß des Kreuzes liegt die Dornenkrone in Form einer Schlange, als Zeichen, dass das Böse besiegt ist.

### Die Kerzenleuchter
Die Kerzenleuchter auf dem Altar, auch das Werk Mühlendycks, sind mit biblischen Motiven verziert, die Bögen am unteren Rand bedeuten die zwölf Tore Jerusalems.

### Der Taufstein
Der Taufstein wurde auch von Mühlendyck entworfen und gestaltet, er ist aus dem gleichen Material, also aus Ton/Keramik geschaffen. Auf dem Taufstein sind drei biblische Motive dargestellt: Die Vertreibung aus dem Paradies, die Taufe Jesu durch Johannes, den Täufer, und das Jüngste Gericht. In dem Artikel Taufsteine im Raum der Rheinischen Kirche von Klaus Otte heißt es zum Taufstein der Christuskirche: „Vom künstlerischen Standpunkt aus kann diese schöne Komposition in hellem Ton als gelungener Ausdruck zeitgebundener Glaubenssprache bezeichnet werden. Einfachheit und Überzeugungskraft treten als starke künstlerische Mittel in den Dienst der Taufbotschaft. Diese Botschaft öffnet dem Betrachter Einblick in eine theologische Lehre, die vom Urstand über den Sündenfall zu Jesus Christus und schließlich zur Vollendung führt.“

## Kirchenmusik
- Der Landeskirchenmusikdirektor der Evangelischen Kirche im Rheinland, Wilhelm Wiedenhoff (1926–1995), war von 1954 bis 1991 an der Christuskirche als Kantor tätig.